# Laško

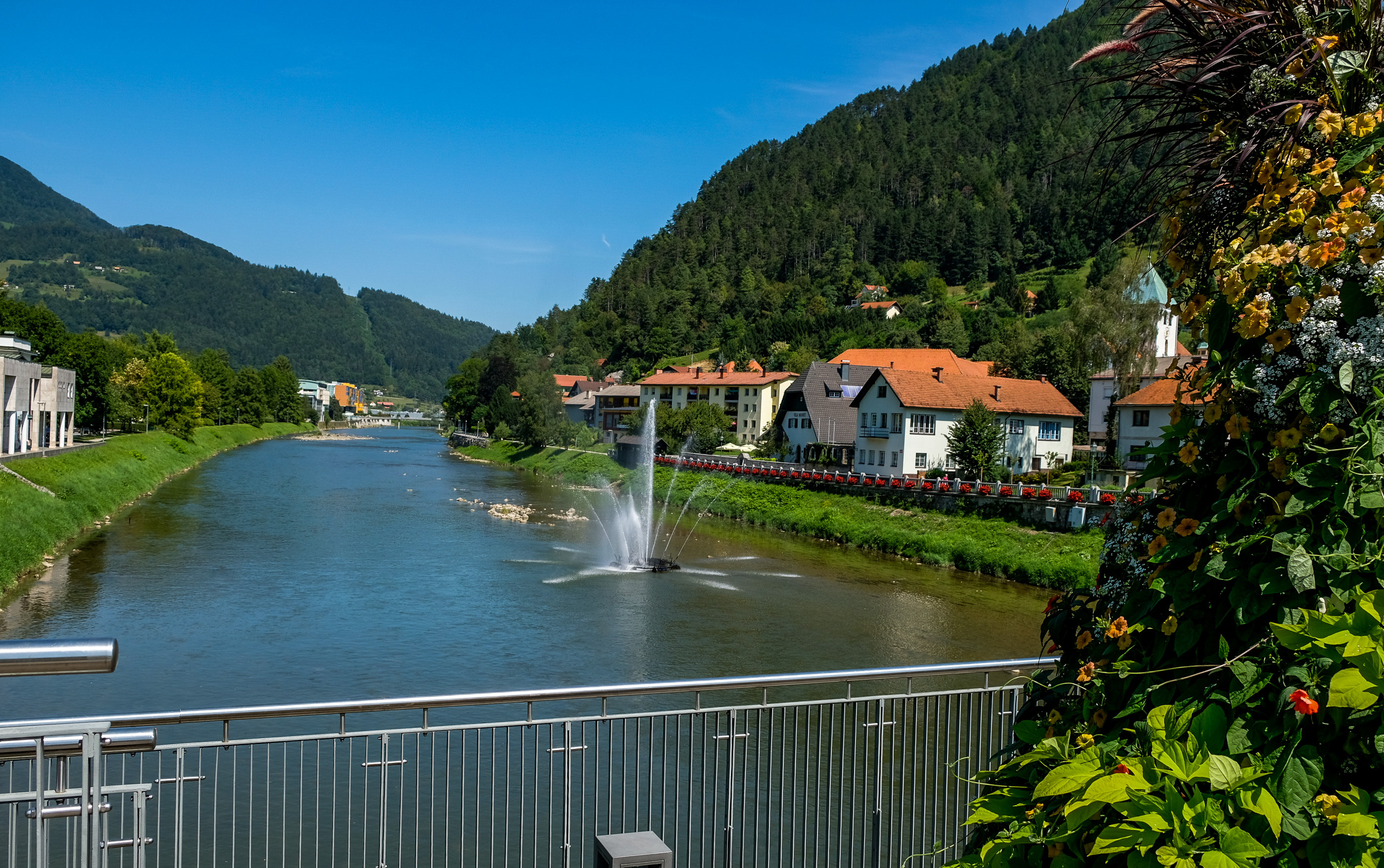
Laško an der Savinja, 2019

Die Stadt Laško (deutsch: Tüffer, oft auch Markt Tüffer) ist der Hauptort der Gemeinde Laško in der historischen Landschaft Untersteiermark, heute Region Savinjska, in Slowenien. Die Stadt liegt im Tal der Savinja zu beiden Seiten des Flusses. Laškos Nachbarstadt ist das nördlicher gelegene und größere Celje.

## Geschichte
Der Ort wurde 1227 zum ersten Mal erwähnt. Die den Ortsnamen tragende Bierbrauerei geht auf das Jahr 1817 zurück.
1847 wurde Tüffer an das Eisenbahnnetz angeschlossen. Traditionsreich sind die Thermen (32–35°) der Gemeinde, die schon seit 1852 genutzt werden („Kaiser-Franz-Josephs-Bad“). Von 1953 an wurde die Therme als Anstalt für medizinische Rehabilitation genutzt, in den letzten Jahren steht jedoch die touristische Vermarktung als Gesundheits- und Wellnesszentrum im Vordergrund. Um 1880 waren 356 Einwohner deutschsprachig und 330 sprachen Slowenisch.
1927 erhielt der Ort die Stadtrechte.
Bis 1945 waren der Ort und die Umgebung eine von mehreren deutschen Sprachinseln auf dem Gebiet des heutigen Slowenien.
Auf dem Stadtgebiet der Gemeinde wurden bisher (Stand 1/2024) zwei Massengräber aus der Zeit um den Zweiten Weltkrieg gefunden. 